# أياكو كيمورا
أياكو كيمورا (باليابانية: 木村文子؛ بالكانا: きむら あやこ) هي عداءة سريعة يابانية، ولدت في 11 يونيو 1988 في هيروشيما في اليابان.

## وصلات خارجية
- أياكو كيمورا على موقع الاتحاد الدولي لألعاب القوى (الإنجليزية)
- أياكو كيمورا على موقع الرابطة اليابانية لاتحادات ألعاب القوى (اليابانية)
- أياكو كيمورا على موقع اللجنة الأولمبية الدولية (الإنجليزية)
- أياكو كيمورا على موقع أوليمبيديا (الإنجليزية)